# Krach um Jolanthe (Komödie)
Krach um Jolanthe, bzw. Schweinskomödie, niederdeutscher Originaltitel: Swienskummedi, auch Swienskomödi ist ein deutsches Lustspiel in drei Akten von August Hinrichs.

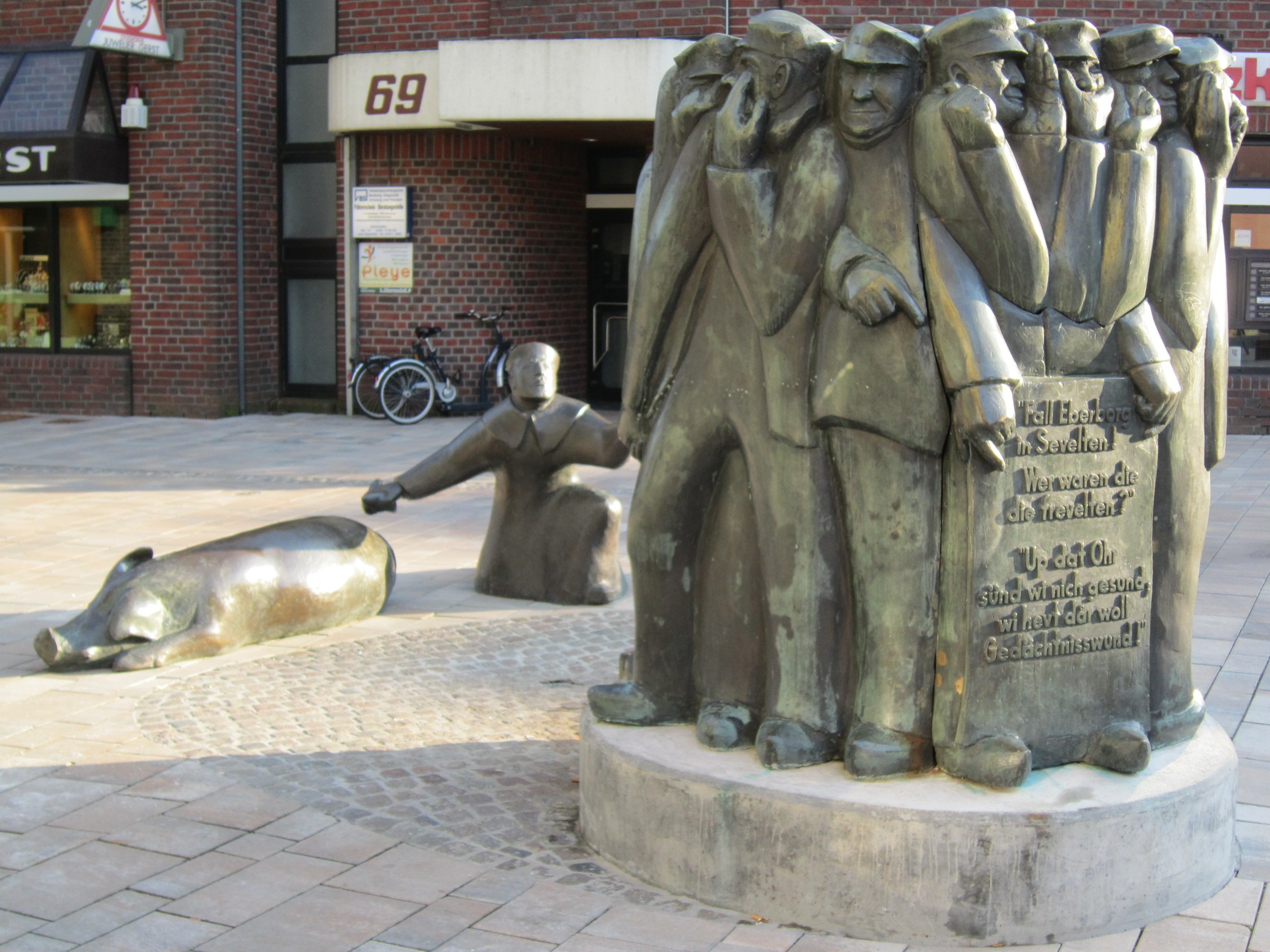
Skulptur „Krach um Jolanthe“ in Cloppenburg

## Handlung
1931: Bauer Lampken/Sterff verweigert die Zahlung seiner Steuern. Dabei wird er vom örtlichen Lehrer, der in die Tochter des Hauses verliebt ist, bei den Schreibereien unterstützt. Daraufhin wird seine Zuchtsau Jolanthe gepfändet. Bei der anschließenden Versteigerung wird kein einziges Gebot abgegeben. Der Wachtmeister sperrt die Sau dann ins Feuerwehrhaus. Am nächsten Morgen ist die Sau aus dem Spritzenhaus verschwunden und im Dorf wurden mehrere Säue geschlachtet.
Bei den anschließenden Vernehmungen durch den Wachtmeister gerät, da die Bauern sich gegenseitig decken, der Lehrer in Verdacht, die Sau gestohlen zu haben. Bei den weiteren Ermittlungen findet der Polizist auch den Viehhändler heraus, der Jolanthe gekauft hat. Als der Wachtmeister den Bauern verhaften will, offenbart seine Tochter, dass sie am Vortag beim Gerichtsvollzieher war und die Schulden bezahlt hat. Da der Wachtmeister aber den ganzen Tag ermittelt hat, konnte ihn der Gerichtsvollzieher nicht erreichen.

## Film und Fernsehen
Das Lustspiel wurde von Carl Froelich verfilmt und hatte am 18. August 1934 seine Premiere.
- Spielfilm 1934
  - Bauer Lampken: Wilhelm Paul Krüger
  - Seine Tochter Anna: Marianne Hoppe
  - Müller Bunjes: Olaf Bach
  - Seine Schwester Sophie: Marieluise Claudius
  - Lehrer Wesemeier: Albert Lieven
  - Gendarm Rupf: Karl Dannemann
  - Stine: Carsta Löck
  - Knecht Hinnerk: Fritz Hoopts
  - Bauernburschen: Max Eckard und Jaspar von Oertzen
  - Regie und Produzent: Carl Froelich
  - Produktionsfirma: Froelich-Film GmbH, Berlin
  - Drehbuch: Robert Adolf Stemmle und Walter Supper
  - Kamera: Reimar Kuntze
  - Schnitt: Gustav Lohse
  - Musik: Hansom Milde-Meißner und Willy Richartz

- Ohnsorg-Theater: Schweinskomödie. Erstausstrahlung am 28. April 1962
  - Walter Scherau:	Krischan Lamken
  - Christa Wehling: Anna Lamken
  - Jochen Schenck: Gerd Bunjes
  - Heinz Lanker: Anton Borchers
  - Ernst Grabbe:	Harm Pieper
  - Günther Siegmund:	Walter Meiners
  - Hans Mahler:	Hinnerk
  - Heidi Kabel:	Sofie
  - Karl-Heinz Kreienbaum:	Gendarm
  - Bühnenbild: Hans-Albert Dithmer
  - Regie: Hans Mahler

- Ohnsorg-Theater: Folge 120 Erstausstrahlung am 22. Dezember 1979[3]

- Der Komödienstadel Erstausstrahlung am 9. September 1967
  - Leonhard Sterff: Michl Lang
  - Seine Tochter Anni: Claudia Hansmann
  - Gustl Heindl: Maxl Graf
  - Wachtmeister Zierngiebel: Max Grießer
  - Lehrer Birnstingl: Georg Hartl
  - Magd Sophie: Erni Singerl
  - Knecht Sepp: Karl Tischlinger
  - Polikarp Trottermandl: Ludwig Schmid-Wildy
  - Anton Lechner: Alfred Pongratz
  - Postbote: Karl Theodor Langen
  - Versteigerer: Ossi Eckmüller
  - Bayerische Fassung: Edmund Steinberger
  - Regie: Olf Fischer[4]

- Chiemgauer Volkstheater Erstausstrahlung 1996
  - Landwirt: Egon Biscan
  - Seine Tochter: Michaela Heigenhauser
  - Landwirt: Markus Neumaier
  - Lehrer Birnstingl: Andreas Kern
  - Wachtmeister: Erich Joey Pflüger
  - Magd: Kathi Leitner
  - Knecht: Georg Einerdinger
  - Trottermandl: Hans Stadlbauer
  - Lechner: Rupert Pointvogl
  - Redaktion: Sabine von Meyeren[5][6]

## Hörspiele
- 1950: Swienskomödi. Een Bauernstück in dree Ennens. Produzent: NWDR Hamburg. Mundart-Hörspiel in niederdeutscher Sprache.
  - Krischan Lamken, een Buer: Carl Voscherau
  - Anna, sien Dochter: Hilde Sicks
  - Hinnerk, Knecht bi Lamken: Hans Mahler
  - Sofie, Magd bi Lamken: Heidi Kabel
  - Gerd Bunjes, Lamkens Nachbar: Erwin Wirschaz
  - Anton Borchers, Lamkens Nachbar: Heinz Roggenkamp
  - Harm Pieper, Lamkens Nachbar: Otto Schröder
  - Walter Meiners, Schoolmester: Heini Kaufeld
  - de Schandarm: Otto Lüthje
  - Regie: Hans Freundt

- 1958: Swienskummedi. Plattdeutsche Bauernkomödie. Produzent: RB/NDR. Mundart-Hörspiel in niederdeutscher Sprache.
  - Krischan Lamken, een Buer: Walter A. Kreye
  - Anna, sien Dochter: Elsbeth Kwintmeyer
  - Hinnerk, Knecht bi Lamken: Wilhelm Westernhagen
  - Sofie, Magd bi Lamken: Ruth Bunkenburg
  - Gerd Bunjes, Naver: Jochen Schenck
  - Anton Borchers, Naver: Hermann Menschel
  - Harm Pieper, Naver: Heinrich Schmidt-Barrien
  - Walter Meiners, Schoolmester: Hans-Jürgen Ott
  - De Schandarm: Bernd Wiegmann
  - De Pannemann: Hans Rolf Radula
  - Bearbeitung (Wort): Walter A. Kreye
  - Regie: Günter Siebert
  - Regieassistenz: Bronno Plaat
  - Technische Realisierung: Robert Friedrich; Susanne Pützstück

- 1971: Der Komödienstadel: Krach um Jolanthe. Produzent: BR
  - Leonhard Sterff: Michl Lang
  - Seine Tochter Anni: Katharina de Bruyn
  - Gustl Heindl: Maxl Graf
  - Wachtmeister Zierngiebel: Max Grießer
  - Magd Sophie: Erni Singerl
  - Knecht Sepp: Karl Tischlinger
  - Trottermandl: Peter Steiner
  - Lechner: Alfred Pongratz
  - Versteigerer: Olf Fischer
  - Bayerische Fassung: Edmund Steinberger
  - Regie: Olf Fischer
  - Regieassistenz: Alexander Malachovsky
  - Technische Realisierung: Gerhard Lamy und Sibylle Roewer